# Norman Loose
Norman Loose (ur. 10 stycznia 1980 w Suhl) – niemiecki piłkarz występujący na pozycji obrońcy. 
W latach 2003–2008 rozegrał 110 meczów i zdobył dwie bramki w 2. Bundeslidze.